# ماركو سوس
ماركو سوس (بالمجرية: Sós Márkó)‏ هو لاعب كرة قدم مجري في مركز الدفاع، ولد في 29 ديسمبر 1990 في بودابست في المجر. لعب مع نادي بودابست هونفيد ونادي كيكسكيميت.